# أرتورو كالابريسي
أرتورو كالابريسي (بالإيطالية: Arturo Calabresi)‏ (17 مارس 1996 بروما في إيطاليا - ) هو لاعب كرة قدم إيطالي في مركز الدفاع. شارك مع منتخب إيطاليا تحت 21 سنة لكرة القدم. أما مع النوادي، فقد لعب مع نادي بريشيا ونادي روما ونادي ليفورنو.

## وصلات خارجية
- أرتورو كالابريسي على موقع الاتحاد الأوربي (الإنجليزية)
- أرتورو كالابريسي على موقع قاعدة بيانات كرة القدم.إي يو (الإنجليزية)
- أرتورو كالابريسي على موقع Soccerway.com (الإنجليزية)
- أرتورو كالابريسي على موقع AS.com (الإسبانية)